# Manoir de la Cour (Pacé)
Pour les articles homonymes, voir Manoir de la Cour.
Le manoir de la Cour est un édifice situé à Pacé, en France.

## Localisation
Le monument est situé dans le département français de l'Orne, immédiatement au sud de l'église Saint-Pierre de Pacé.

## Architecture
Les façades, les toitures du manoir et le colombier sont inscrits au titre des monuments historiques depuis le 17 mai 1974.